# Седруш (Санта-Круш-даш-Флореш)
Седруш (порт. Cedros) — район (фрегезия) в Португалии, входит в округ Азорские острова. Расположен на острове Флореш. Является составной частью муниципалитета Санта-Круш-даш-Флореш. Население составляет 152 человека на 2001 год. Занимает площадь 10,55 км².
Покровителем района считается Дева Мария (порт. Nossa Senhora do Pilar).

## История
Район основан в 1693 году.

## Галерея
- Собор